# Naoemon Shimizu
Naoemon Shimizu, född 16 december 1902 i Hiroshima prefektur, död 6 augusti 1945 i Hiroshima, är en japansk tidigare fotbollsspelare. Han är berömd i Japan för att ha gjort det andra landslagsmålet genom tiderna. Han och hans fru dog när atombomben fälldes över Hiroshima i augusti 1945.